# 2005年11月逝世人物列表
2005年逝世人物列表：1月 - 2月 - 3月 - 4月 - 5月 - 6月 - 7月 - 8月 - 9月 - 10月 - 11月 - 12月
2005年11月逝世人物列表，是用于汇总2005年11月期间逝世人物的列表。

## 依日期排序

### 11月1日
- 馬鶴凌，86歲，台灣中國國民黨主席馬英九的父親。東森新聞（页面存档备份，存于）

### 11月4日
- 姚錱，90岁，中国生物化学家。科学时报
- 張振華，111歲。中国著名大学女博士。Yahoo!奇摩

### 11月5日
- 唐余湘畹M.B.E，94岁，香港教育家，法律界殿堂級人物余叔韶之姊。瑪利諾神父教會學校最新消息Archive.today的存檔，存档日期2012-12-18

### 11月6日
- 约翰·福尔斯（JohnFowles），79岁，英国作家。东方早报[]
- 本田美奈子，38岁，日本歌手。新華網 Archive.today的存檔，存档日期2013-04-28

### 11月8日
- 姆尼賽馬慕，48岁，马来西亚喜剧演员。中國報

### 11月9日
- 科切里尔·拉曼·纳拉亚南，89岁，印度“平民总统”。人民网（页面存档备份，存于）

### 11月11日
- 彼得·德魯克（Peter Drucker），95歲，管理理論學家。Yahoo!奇摩

### 11月12日
- 伊扎特·易卜拉钦·杜里前伊拉克萨达姆·侯赛因政权内第二号人物BBC中文网（页面存档备份，存于）

### 11月13日
- 陈振传，98岁，新加坡华侨银行前主席。中国侨网

### 11月15日
- 任仲夷，92岁，原广东省委第一书记。新浪网（页面存档备份，存于）

### 11月18日
- 徐信，85歲，中國人民解放軍原副總參謀長。新華網

### 11月19日
- 陈放，61岁，中华人民共和国作家[1]。

### 11月24日
- 程允贤，77岁，中国雕塑家。Tom
- 森田則之，72歲，日本知名演員，曾飾演美國電影【小子難纏】。

### 11月25日
- 理查德·伯恩斯，34岁，死于脑瘤，2001年世界拉力锦标赛冠军。BBC网站（页面存档备份，存于）
- 乔治·贝斯特，因腎臟受感染引致內出血，59歲，前曼聯球員。明報新聞網

### 11月30日
- 蔡瑤銑，62歲，著名昆曲表演藝術家。新浪網